# Reginald Engelbach
Reginald Engelbach (né à Moretonhampstead le 9 juillet 1888, mort au Caire le 26 février 1946) est un archéologue et égyptologue britannique.
Il est principalement connu pour ses travaux au Musée égyptien du Caire, notamment la compilation d'un registre des artefacts appartenant au musée.

## Biographie
Initialement formé à l'ingénierie, Engelbach doit interrompre ses études en 1908 en raison d'une longue maladie. En 1909-1910, il part en convalescence en Égypte où il se passionne pour la culture égyptienne antique. En 1911, il entame une collaboration avec Sir Flinders Petrie en tant qu'assistant, effectuant des fouilles dans divers endroits tels que Héliopolis, Riqqeh et Harageh. Plus tard, il effectue également des fouilles au Proche-Orient.
En 1913-1914 (publication en 1923), il a fouillé plus de 600 tombes à Harageh, à l'entrée du Fayoum.
En 1915, il se marie et en 1920-1921, après la Première Guerre mondiale, il reprend son travail avec Flinders Petrie dans ses fouilles à El-Lahoun et Abou Ghorab. Il obtient alors un nombre remarquable de récompenses et de prix et commence à travailler au Musée du Caire. Sa carrière, formée à la fois sur le terrain et au musée, culmine avec la création du Registre des antiquités du Musée du Caire.
Il meurt au Caire le 26 février 1946.

## Œuvres significatives
- 1915. Riqqeh and Memphis VI, avec des chapitres par Margaret Alice Murray, Hilda Petrie et Flinders Petrie
- 1922. The Aswân Obelisk, with some remarks on ancient engineering
- 1923. The problem of the Obelisks, from a study of the unfinished Obelisk at Aswan
- 1923. Harageh, avec Battiscombe George Gunn
- 1924. A Supplement to the Topographical Catalogue of the Private Tombs of Thebes, nos. 253-254. With some notes on the Necropolis from 1913 to 1924
- 1927. Gurob, avec Guy Brunton
- 1930. Ancient Egyptian Masonry, avec Somers Clarke[5]
- 1931. Index of Egyptian and Sudanese Sites from which the Cairo Museum contains Antiquities[6]
- 1946. Introduction to Egyptian Archaeology. With special references to the Egyptian Museum, Cairo (ed)[7]

## Publications
- Harageh, Londres, 1923.
- Reginald Engelbach, The problem of the obelisks, New York, George H. Doran, 1923.
- Somers Clarke et Reginald Engelbach, Ancient Egyptian Masonery : The Building Craft, Oxford University Press, 1930, réimpression éditeur : Book Tree, octobre 1999,  (ISBN 158509059X)
- Somers Clarke et Reginald Engelbach, Ancient Egyptian Construction and Architecture, réimpression du précédent avec nouveau titre, Dover Publications, New York, 1990  (ISBN 0486264858)